# James Edward Walsh

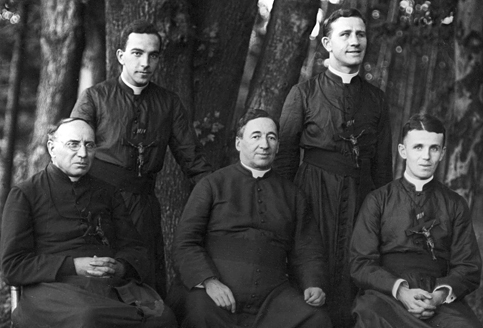
Los primeros misioneros de Mayknoll que llegaron a China en 1918. James Edward Walsh es el que está sentado en el medio.

James Edward Walsh (Cumberland, 30 de abril de 1891–Ossining, 29 de julio de 1981) fue un sacerdote católico estadounidense, de la Sociendad Misionera de Maryknoll, misionero en China y más tarde obispo de Kongmoon (hoy Jiangmen). Fue arrestado por el gobierno comunista chino, estuvo encarcelado por veinte años, y luego fue deportado, encontró refugio en Hong Kong. Fundó la Congregación de Hermanas del Corazón Inmaculado de María de Hong Kong.

## Biografía
James Edward Walsh nació en Cumberland, en el estado de Maryland, el 30 de abril de 1891. Sus padres fueron Mary Concannon y William E. Walsh. Trabajó como cronometrador en una fábrica de acero hasta cuando conoció la Sociedad Maryknoll, e ingresó en ella. Fue ordenado en 1915, siendo el segundo en ser ordenado sacerdote dicha sociedad. Hizo parte de la primera misión de MaryKnoll en China junto a los misioneros Francis Xavier Ford y Thomas Frederick Price. Llegó a este país el 30 de octubre de 1918, en el puerto de Hong Kong. El primer establecimiento de la misión en China fue Yeungkong (hoy Yangjiang).
El 22 de mayo de 1927 Walsh fue consagrado obispo de Kongmoon (hoy diócesis de Jiangmen). Como obispo se preocupó por la educación y formación cristiana de las nuevas comunidades católicas. Vio como elemento fundamental de la misión la admisión a la vida religiosa de candidatas nativas, para ello fundó la Congregación de Hermanas del Corazón Inmaculado de María. Su consagración se llevó a cabo en la Isla Shangchuan, la misma donde ejerció su ministerio y murió el misionero jesuita Francisco Javier. En 1936 regresó a los Estados Unidos para hacerse cargo de la dirección de la Sociedad de Maryknoll. Por solicitud directa de la Santa Sede, en 1948, sus servicios fueron requeridos en la misión china, con el cargo de la Oficina Central Católica en Shanghái. Cuando el Partido Comunista de China tomó el poder, en 1949, comenzó a acosar a los clérigos católicos. La Oficina Central Católica fue cerrada por el gobierno en 1951. Walsh fue arrestado por los comunistas en 1958 y sentenciado a veinte años de prisión. Pasó doce años de su sentencia de prisión en aislamiento y fue liberado repentinamente en 1970. Fue deportado a través de una pasarela a la libertad en Hong Kong el 10 de julio de 1970. Fue el último misionero occidental en abandonar la China comunista.
El obispo James Walsh regresó a los Estados Unidos y murió a la edad de noventa años el 29 de julio de 1981 en Maryknoll, Nueva York.